# Alluitsup Paa
Alluitsup Paa (zastarale Agdluitsup Pâ, dánsky Sydprøven), někdy také Alluitsup-Paa, zkráceně též Alluitsup nebo Paa je osada v kraji Kujalleq na břehu Labradorského moře v Grónsku. V roce 2017 tu žilo 234 obyvatel.
Spolu s Narsarsuaqem je to jedna z výjimečných grónských osad, ve kterých není kostel. Místní kostel, postavený v roce 1926, byl dne 1. ledna 2007 úplně zničen požárem. Místní křesťané proto jezdí do kostela v Qaqortoqu.

## Historie
První osídlení v oblasti byla norská osada Vatnahverfi, vzdálená asi 7 km od moderního Alluitsupu Paa, ale byla, jako ostatní norské osady v Kujallequ, zničena Thulskými lidmi.
Alluitsup Paa byl založen v roce 1830 jako Sydprøven jako obchodní stanice. Byl založen ve stejném roce jako Narsaq (tehdy Nordprøven). Moderní grónský název Alluitsup Paa znamená "vedle Alluitsoqu", což je opuštěná osada nedaleko města.
Do reformy administrativního dělení z roku 2009 byl Alluitsup největší město, které nemělo vlastní obec.

## Teplá jara

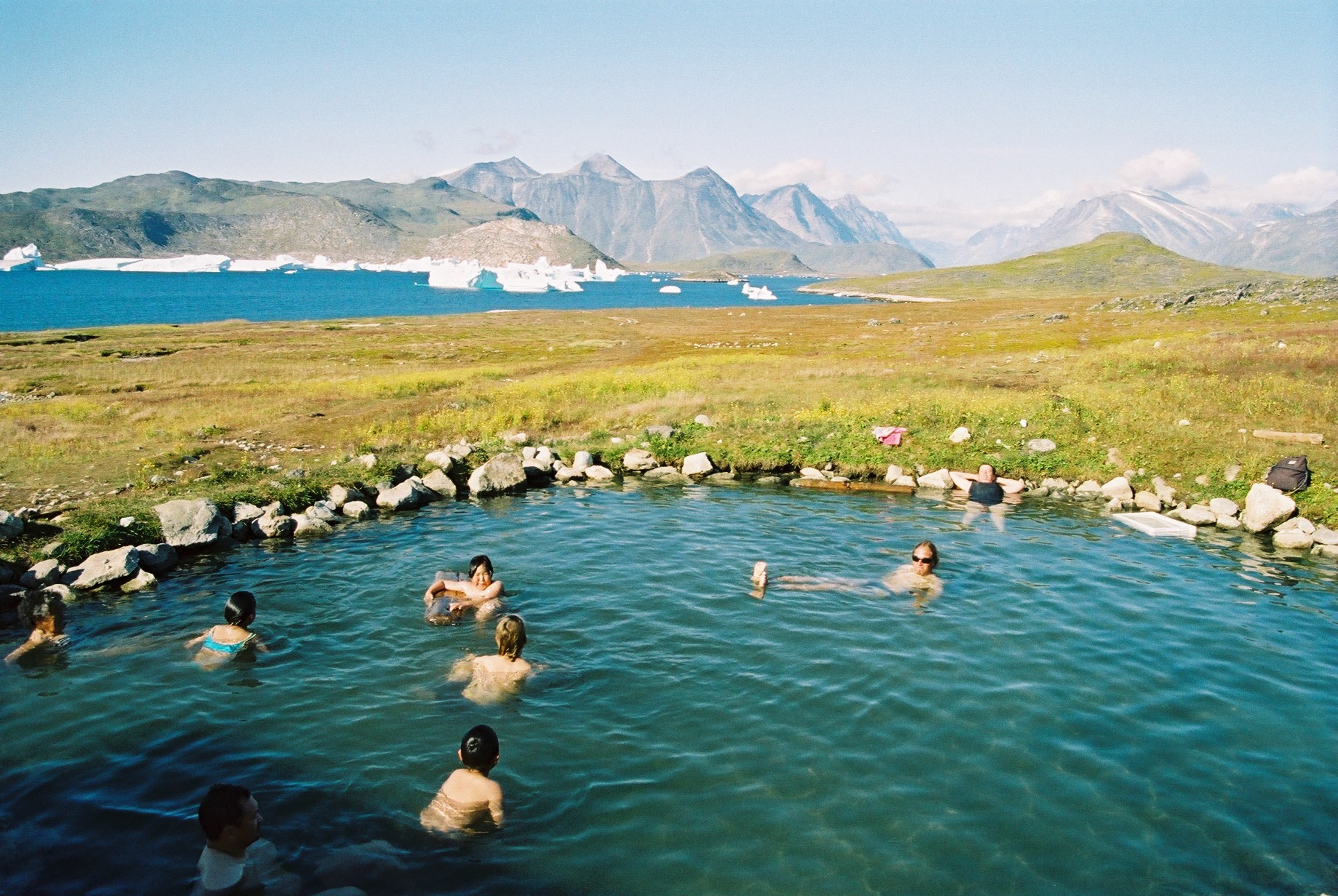
Koupající se Gróňané na ostrově Uunartoq

Na ostrově Uunartoq nedaleko osady jsou na jaře (kvůli sopečným vývěrům) teploty vody mezi 34 až 38 °C. Ve vodě se ale přesto nacházejí ledovce a velryby. Na ostrově lze najít také ruiny bývalé osady Qerrortuut.

## Ekonomika
Místní obyvatelé se živí lovem platýsů, pstruhů, tresek a krevetek. V oblasti je však také velký cestovní ruch do opuštěných osad Alluitsoq, Akuliaruseq a Qarsorsat.

## Infrastruktury
V osadě se nachází škola, kde se učí asi 50 žáků v 11 třídách. Nachází se tu také malá sportovní hala, zubařství, hřbitov, obchod s potravinami Pilersuisoq, pošta a kavárna.

## Počet obyvatel
Počet obyvatel většiny osad (a to i přes příznivější podnebí než v severních částech Grónska) v Kujallequ klesá, a nachází se tu také mnoho osad, které zřejmě brzy zaniknou. Alluitsup Paa ztrácí obyvatele mnohem rychleji než okolní osady. Do roku 2001 byl počet obyvatel stabilní, poté ale začal prudce klesat a od tohoto roku ztratil více než polovinu svého počtu obyvatel. V roce 2010 byl Alluitsup dvaadvacátou největší osadou Grónska, nyní je však už jen šestadvacátou největší osadou Grónska. Počet obyvatel Alluitsupu se snížil o téměř 57% oproti počtu obyvatel z roku 1991.